# Okręg wyborczy Redcar
Okręg wyborczy Redcar powstał w 1974 r. i wysyła do brytyjskiej Izby Gmin jednego deputowanego. Okręg obejmuje część dystryktu Redcar and Cleveland.

## Deputowani do brytyjskiej Izby Gmin z okręgu Redcar
- 1974–1987: James Tinn, Partia Pracy
- 1987–2001: Mo Mowlam, Partia Pracy
- 2001–2010: Vera Baird, Partia Pracy
- 2010–2015: Ian Swales, Liberalni Demokraci
- 2015–2019: Anna Turley, Partia Pracy
- 2019–2024: Jacob Young, Partia Konserwatywna
- 2024–     Anna Turley, Partia Pracy

## Źródła
- Redcar